# Государственное агентство занятости Азербайджана
Государственное Агентство занятости Азербайджана — государственный орган, осуществляющий государственную политику в сфере занятости населения Азербайджанской Республики.

## История
Государственная служба занятости начала свою деятельность с 1 августа 1991 года  в соответствии с постановлением Кабинета министров Азербайджана от 12 июня 1991 года № 211.
27 июня 1991 года был принят Закон АР «О занятости населения в Азербайджанской Республике» № 147-XII, вступивший в силу с 1 октября 1991 года.
Постановлением Кабинета министров Азербайджана от 12 июня 1991 года № 211 в составе Государственной службы занятости был создан Государственный фонд содействия занятости  республиканского уровня.
16 февраля 2011 года на базе Главного управления занятости была создана Государственная служба занятости при Министерстве труда и социальной защиты населения Азербайджана.
30 декабря 2019 года на базе Государственной службы занятости было создано Государственное агентство занятости.
13 февраля 2020 года был утверждён План действий по реализации стратегии занятости на 2020-2025 годы.
30 июня 2020 года утверждён устав Государственного агентства занятости.

## Функции
Агентство:
- регистрирует в качестве безработных и соискателей вакансии
- организует занятость безработных
- осуществляет обеспечение временной занятости населения посредством бирж труда на основе предложений рынка труда
- организует ярмарки вакансий
- способствует дополнительной профессиональной подготовке незанятых лиц
- осуществляет привлечение незанятых к оплачиваемым общественным работам
- осуществляет ведение электронного реестра юридических лиц, занимающихся помощью в трудоустройстве

## Деятельность
Агентство организует ярмарки труда при участии работодателей государственного и частного сектора.

### На возвратившихся территориях
С 2022 года Агентство участвует в программе восстановления хозяйственной деятельности на освобождённых территориях в рамках программы «Великое возвращение». Реализуются программы самозанятости в сфере производства и обслуживания. При помощи Агентства на данных территориях создаются малые производства, фермерские хозяйства. Агентство обеспечивает переселенцев оборудованием и техникой для поддержки программы самозанятости на данных территориях.
Агентство совместно Карабахским центром профессионального обучения и работодателями организует курсы профессиональной подготовки по различным специальностям для переселенцев.
На октябрь 2024 года Агентством обеспечена занятость 2 800 человек. 117 из них создали малые хозяйства по программе самозанятости.

### 2023
В 2023 году Агентство оказало содействие в трудоустройстве 427 000 человек. Из них 118 000 человек были обеспечены работой в соответствии с квалификацией, 17,4 человек организовали малый бизнес. 9 500 человек прошли курсы повышения квалификации.
Рассмотрены обращения 282 000 человек.

## Председатели правления
- Мустафа Аббасбейли (до 2024)
- Алиев Садиг Джабир оглы (с 29 мая 2024)[10]